# Elección presidencial de El Salvador de 1994
La elección presidencial de El Salvador de 1994 fue la tercera de su tipo desde la promulgación de la Constitución de la República de 1983, y la primera desde la firma de los Acuerdos de Paz de 1992. Estas elecciones definieron a los nuevos titulares de la Presidencia y Vicepresidencia de la República para el período que comenzaría el 1 de junio de 1994 hasta el 1 de junio de 1999.
Esta elección se desarrolló el día domingo 20 de marzo de 1994, en la cual ninguno de los candidatos alcanzó más del 50% de los votos para ser proclamado ganador por el Tribunal Supremo Electoral. La segunda vuelta se desarrolló el día domingo 24 de abril de 1994, dando como ganadores a la fórmula presidencial compuesta por los candidatos Armando Calderón Sol (como presidente) y a Enrique Borgo Bustamante (como vicepresidente) ambos miembros de (ARENA), luego de vencer con una ventaja de más de 430 mil votos a la segunda fórmula presidencial más próxima formada por Rubén Zamora (como presidente) y Francisco Lima (como vicepresidente) miembros de (FMLN) participando bajo la coalición de izquierda formada por PCD, FMLN Y MNR.
Esta seria la primera elección en donde el FMLN participaría de forma democrática como partido político tras firmarse los Acuerdos de Paz en 1992. 

## Sistema electoral
Las elecciones presidenciales se celebran en El Salvador cada cinco años y requieren que un partido político o coalición obtenga al menos mayoría absoluta para ganarlas; esto provoca que exista la posibilidad de celebrar una segunda vuelta electoral si no se llega a ella. La Constitución de El Salvador establece que los partidos políticos son el único instrumento para el ejercicio de la representación del pueblo dentro del Gobierno (Art. 85), motivo por el cual las papeletas de votación únicamente llevan impresas las banderas de los partidos políticos o los distintivos de las coaliciones legalmente inscritas en el proceso de elección, y por el cual no es compatible la participación de candidatos no partidarios.
Los requisitos para poder ser elegido Presidente o Vicepresidente de la República los establece el artículo 151:
- Ser salvadoreño por nacimiento, hijo de padre o madre salvadoreño;
- Del estado seglar;
- Mayor de treinta años de edad;
- De moralidad e instrucción notorias;
- Estar en ejercicio de los derechos del ciudadano, y haberlo estado en los seis años anteriores a la elección;
- Estar afiliado a uno de los partidos políticos reconocidos legalmente.

Las incompatibilidades con la candidatura a la Presidencia o Vicepresidencia se recogen en el artículo 152:
1. Haber desempeñado la Presidencia de la República por más de seis meses, consecutivos o no, durante el período inmediato anterior, o dentro de los seis meses anteriores al inicio del período presidencial;
2. Ser cónyuge y pariente dentro del cuarto grado de consanguinidad o segundo de afinidad de cualquiera de las personas que hayan ejercido la Presidencia en los casos del ordinal anterior;
3. Haber sido presidente de la Asamblea Legislativa o de la Corte Suprema de Justicia durante el año anterior al día de inicio del período presidencial;
4. Haber sido ministro, viceministro de Estado, o presidente de alguna institución oficial autónoma y el director de la Policía Nacional Civil, dentro del último año del período presidencial inmediato anterior;
5. Ser militar de profesión y encontrarse de alta o haberlo estado en los tres años anteriores al día del inicio del período presidencial;
6. Haber sido llamado legalmente a ejercer la Presidencia en el período inmediato anterior como vicepresidente o designado, y negarse a desempeñarla sin justa causa, entendiéndose que ésta existe cuando el vicepresidente o designado manifieste su intención de ser candidato a la Presidencia de la República, dentro de los seis meses anteriores al inicio del período presidencial;
7. Las personas comprendidas en los ordinales 2º, 3º, 4º, 5º y 6º del Artículo 127 de esta Constitución.

## Resultados de las elecciones por departamento (Primera vuelta)
Elecciones para elegir al presidente y vicepresidente de la república
|  | 45.36 % |

|  | 18.16 % |

|  | 22.30 % |

|  | 10.63 % |

|  | 1.28 % |

|  | 1.44 % |

|  | 0.83 % |

|  | 53.57 % |

|  | 16.22 % |

|  | 14.49 % |

|  | 10.85 % |

|  | 1.51 % |

|  | 1.00 % |

|  | 2.36 % |

|  | 47.68 % |

|  | 20.93 % |

|  | 20.74 % |

|  | 6.71 % |

|  | 2.43 % |

|  | 0.75 % |

|  | 0.76 % |

|  | 54.77 % |

|  | 23.70 % |

|  | 10.85 % |

|  | 7.29 % |

|  | 1.53 % |

|  | 0.63 % |

|  | 1.23 % |

|  | 52.01 % |

|  | 25.66 % |

|  | 14.02 % |

|  | 3.87 % |

|  | 2.51 % |

|  | 0.86 % |

|  | 1.07 % |

|  | 51.33 % |

|  | 18.16 % |

|  | 18.37 % |

|  | 8.52 % |

|  | 2.20 % |

|  | 0.79 % |

|  | 0.62 % |

|  | 48.32 % |

|  | 10.01 % |

|  | 28.68 % |

|  | 7.02 % |

|  | 3.53 % |

|  | 1.18 % |

|  | 1.27 % |

|  | 42.13 % |

|  | 16.75 % |

|  | 22.62 % |

|  | 10.70 % |

|  | 6.00 % |

|  | 0.98 % |

|  | 0.82 % |

|  | 48.77 % |

|  | 18.57 % |

|  | 21.68 % |

|  | 5.34 % |

|  | 2.92 % |

|  | 1.68 % |

|  | 1.04 % |

|  | 49.62 % |

|  | 33.80 % |

|  | 9.77 % |

|  | 3.09 % |

|  | 2.52 % |

|  | 0.76 % |

|  | 0.44 % |

|  | 46.89 % |

|  | 25.06 % |

|  | 21.48 % |

|  | 3.53 % |

|  | 1.60 % |

|  | 0.93 % |

|  | 0.51 % |

|  | 47.49 % |

|  | 24.99 % |

|  | 19.14 % |

|  | 4.76 % |

|  | 1.85 % |

|  | 1.10 % |

|  | 0.67 % |

|  | 47.00 % |

|  | 21.44 % |

|  | 20.89 % |

|  | 6.44 % |

|  | 1.98 % |

|  | 1.20 % |

|  | 1.05 % |

|  | 48.19 % |

|  | 21.01 % |

|  | 18.95 % |

|  | 5.49 % |

|  | 2.61 % |

|  | 2.52 % |

|  | 1.24 % |

|  | 49.11 % |

|  | 24.99 % |

|  | 16.27 % |

|  | 5.34 % |

|  | 2.41 % |

|  | 1.05 % |

|  | 0.82 % |

## Resultados de las elecciones por departamento (Segunda vuelta)
Elecciones para elegir al presidente y vicepresidente de la república
|  | 72.85 % |

|  | 27.15 % |

|  | 79.43 % |

|  | 20.57 % |

|  | 70.11 % |

|  | 29.89 % |

|  | 72.40 % |

|  | 27.60 % |

|  | 69.07 % |

|  | 30.93 % |

|  | 72.56 % |

|  | 27.44 % |

|  | 80.46 % |

|  | 19.54 % |

|  | 75.27 % |

|  | 24.73 % |

|  | 75.14 % |

|  | 24.86 % |

|  | 62.18 % |

|  | 37.82 % |

|  | 66.36 % |

|  | 33.64 % |

|  | 67.09 % |

|  | 32.91 % |

|  | 68.49 % |

|  | 31.51 % |

|  | 71.35 % |

|  | 28.65 % |

|  | 68.35 % |

|  | 31.65 % |